# Ladislav Pecko
Ladislav Pecko (* 27. června 1968 Krásno nad Kysucou) je bývalý slovenský fotbalista, útočník, reprezentant Československa i Slovenska.

## Fotbalová kariéra
Za československou reprezentaci odehrál v letech 1990–1992 11 utkání a vstřelil 1 gól (v přátelském zápase s Polskem).
Samostatné Slovensko reprezentoval 6x. V československé, české a slovenské lize odehrál 431 utkání a vstřelil 30 gólů. Hrál za ŠK Slovan Bratislava (1988–1994, 1995–2005) a Petru Drnovice (1994–1995). Se Slovanem získal v sezóně 1991/92 titul mistra Československa a čtyřikrát titul mistra Slovenska (1993/94, 1994/95, 1995/96, 1998/99). 7x startoval v evropských pohárech.

## Trenérská kariéra
Po skončení hráčské kariéry se stal trenérem, vedl například Slovan Bratislava, s nímž v sezóně 2008/09 získal mistrovský titul (první po deseti letech krize v klubu).